# Herbert Hirth
Herbert Hirth (Berlino, 23 gennaio 1884 – 11 ottobre 1976) è stato un calciatore tedesco, di ruolo difensore.